# Leonidas C. Houk

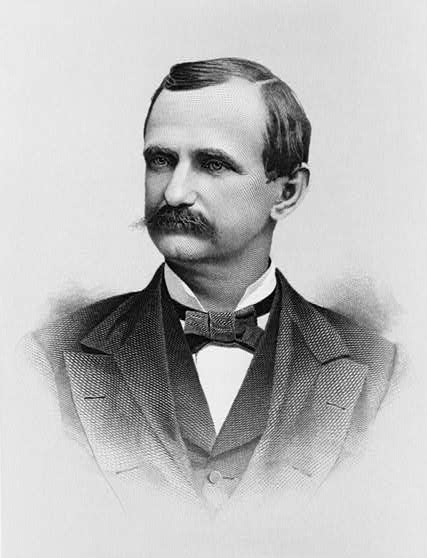
Leonidas C. Houk

Leonidas Campbell Houk (* 8. Juni 1836 bei Boyds Creek, Sevier County, Tennessee; † 25. Mai 1891 in Knoxville, Tennessee) war ein US-amerikanischer Politiker. Zwischen 1879 und 1891 vertrat er den Bundesstaat Tennessee im US-Repräsentantenhaus.

## Werdegang
Nach dem frühen Tod seines Vaters wuchs Houk in ärmlichen Verhältnissen auf. Er besuchte die öffentlichen Schulen nur für etwa drei Monate. Ansonsten besorgte er sich Lehrbücher und unterrichtete sich damit selbst. Danach absolvierte er eine Lehre als Möbelschreiner. In diesem Beruf arbeitete er in Clinton für einige Jahre. 1853 wurde er wegen einer Schießerei angeklagt und freigesprochen. Durch diesen Prozess begann er sich für das Rechtswesen zu interessieren. Nach einem anschließenden Jurastudium und seiner im Jahr 1859 erfolgten Zulassung als Rechtsanwalt begann er in Clinton in seinem neuen Beruf zu arbeiten.
Während des Bürgerkrieges schloss sich Houk dem Heer der Union an, in dem er bis zum Oberst aufstieg. Durch seinen Militärdienst wurde aber seine Gesundheit untergraben. Daher musste er am 23. April 1863 den Dienst quittieren. Politisch wurde er Mitglied der Republikanischen Partei. Im Jahr 1864 war er einer von deren Wahlmännern, die Abraham Lincoln zum zweiten Mal offiziell zum Präsidenten wählten. 1865 war Houk Delegierter auf einer Versammlung zur Überarbeitung der Staatsverfassung von Tennessee. In den Jahren 1868, 1880, 1884 und 1888 nahm er auch als Delegierter an den jeweiligen Republican National Conventions teil. Zwischen 1866 und 1870 war er Richter am Circuit Court of Tennessee. Danach zog er nach Knoxville, wo er wieder als Rechtsanwalt arbeitete. Innerhalb seiner Partei gewann er auf Staatsebene einen dominierenden Einfluss. Zwischen 1873 und 1875 war er Abgeordneter im Repräsentantenhaus von Tennessee.
Bei den Kongresswahlen des Jahres 1878 wurde er im zweiten Wahlbezirk von Tennessee in das US-Repräsentantenhaus in Washington, D.C. gewählt, wo er am 4. März 1879 die Nachfolge von Jacob Montgomery Thornburgh antrat. Nach sechs Wiederwahlen konnte er bis zu seinem Tod am 25. Mai 1891 im Kongress verbleiben. Von 1881 bis 1883 war er Vorsitzender des Committee on War Claims. Leonidas starb durch einen Unfall, als er versehentlich eine Flasche mit einer Arsenlösung austrank. Er war zwei Mal verheiratet. Sein Sohn John wurde bei einer Nachwahl zu seinem Nachfolger gewählt.